# Frederick Stachouwer
Frederick Stachouwer (1628-1666) was een Nederlands marineofficier in de 17e eeuw.
Frederick Stachouwer werd gedoopt te Enkhuizen op 28 november 1628. Hij ging eerst in dienst van de West-Indische Compagnie als soldaat in Brazilië. Daar werkte hij zich op tot luitenant. Toen de val van de kolonie dreigde, wist hij in 1652 Nederland te bereiken, waar, niet toevallig, de Eerste Engels-Nederlandse Oorlog bezig was. Hij trad in mei meteen in dienst bij de Admiraliteit van het Noorderkwartier als luitenant ter zee onder Pieter Florisse. Hij komt voor op de lijsten van de Slag in de Sont van 1658. Daarna ging hij voor vier jaar bij de Denen werken als wat wij tegenwoordig "militair adviseur" zouden noemen om ze de tactiek van de amfibische operaties bij te brengen. In 1662 werd hij kapitein-luitenant, van de zeesoldaten, onder Volckert Schram, die zelf drie jaar later Deens admiraal werd. In 1665, toen de Tweede Engels-Nederlandse Oorlog vele carrièremogelijkheden bood, werd hij in Nederland kapitein; hij werd op 24 of 25 maart bevorderd tot schout-bij-nacht als opvolger van Schram en liet zich van zijn beste kant zien tijdens de nederlaag in de Slag bij Lowestoft. In 1666 sneuvelde hij op de tweede dag van de Vierdaagse Zeeslag, 14 juni, als een van de negentien doden op de Wapen van Enkhuizen; hij had toen als vlaggekapitein Egbert Pieterszoon Quispel. Zoals zijn levensloop laat zien was Stachouwer eigenlijk meer soldaat dan zeeman: een marinier. Hij ligt begraven in de Westerkerk van Enkhuizen.